# Всесоюзная государственная телерадиовещательная компания
Всесоюзная государственная телерадиовещательная компания — государственное учреждение. Образовано 8 февраля 1991 года, а 27 декабря того же года начался процесс его ликвидации. Редакции и студии телерадиокомпании располагались в телецентре «Останкино» (АСК-1).

## История
Стремясь прийти к согласию с производителями телепередач телерадиокомпания сохранила холдинговую структуру Центрального телевидения возникшую за год до создания телерадиокомпании — подготовку и заказ подготовки части телепередач осуществляли учреждённые телерадиокомпанией юридические лица — Студия «Эксперимент», «Новая студия», Студия музыкальных и развлекательных программ, Информационное телевизионное агентство и ТПО «Союзтелефильм», соответственно внутри подготовленных ими или по их заказу телепередачах они могли либо сами размещать рекламу, либо её могли размещать выбранные ими для этого рекламные агентства. Так большую часть телепередач студии «Эксперимент» (включая самую популярную телепередачу телерадиокомпании — викторину «Поле Чудес») подготавливало АОЗТ "Телекомпания «ВИД», большую часть телепередач «Новой студии» подготавливало АОЗТ "Телекомпания «Авторское телевидение», большую часть телепередач Студии музыкальных и развлекательных программ — фирма «ЛиС’С».

## Деятельность
Организация вела:
- с весны до 31 декабря 1991 года — вещание по 1-й телепрограмме (телепрограмме «ЦТ1»), имевшей программы-дубли для отдалённых частей страны с учётом поясного времени («Орбита-1» для Дальнего Востока, «Орбита-2» для Восточной Сибири, «Орбита-3» для Средней Азии и Западной Сибири, «Орбита-4» для Урала, Средней Азии и европейской части Казахстана);
- с весны до 15 сентября 1991 года — вещание по 2-й телепрограмме (телепрограмме «ЦТ2»), имевшей программы-дубли для отдалённых частей страны с учётом поясного времени («Дубль-1» для Дальнего Востока, «Дубль-2» для Восточной Сибири, «Дубль-3» для Средней Азии и Западной Сибири, «Дубль-4» для Урала, Средней Азии и европейской части Казахстана);
- с весны до 31 декабря 1991 года — вещание по московской телепрограмме;
- с весны до 31 декабря 1991 года — вещание по образовательной телепрограмме, принимавшейся в Москве, Ленинграде и некоторых областях европейской части СССР;
- с весны до 31 декабря 1991 года — вещание по 1-й радиопрограмме (радиопрограмме «Радио 1»), имевшей 4 дубля с учётом поясного времени для Урала, республик Средней Азии и Казахстана, Западной Сибири, Восточной Сибири, Дальнего Востока («Орбита 4», «Орбита 3», «Орбита 2» и «Орбита 1»), а также всемирный дубль «Москва глобальная», звучавшей на длинных, средних и ультракоротких волнах;
- с весны до 31 декабря 1991 года — вещание по 2-й радиопрограмме (радиопрограмме «Маяк»), звучавшей на длинных (198 кГц), средних (549 кГц) и ультракоротких волнах;
- с весны до 31 декабря 1991 года — вещание по 3-й радиопрограмме (радиопрограмме «Радио 2»), имевшей 4 программы-дубля с учётом поясного времени для Урала, республик Средней Азии и Казахстана, Западной Сибири, Восточной Сибири, Дальнего Востока («Дубль 4», «Дубль 3», «Дубль 2» и «Дубль 1»), звучавшей на средних и ультракоротких волнах;
- с весны до 31 декабря 1991 года — вещание по 4-й радиопрограмме (радиопрограмме «Орфей»), звучавшей в Подмосковье и близлежащих районах на средних и ультракоротких волнах;
- с весны до 31 декабря 1991 года — радиопередачи на коротких волнах на заграницу под позывным «Московское радио».

## Подразделения
- Генеральная исполнительная дирекция;
- Техническая дирекция (директор — Владимир Маковеев);
- Дирекция по международным связям и вещанию на зарубежные страны (директор — Валентин Лазуткин);
- Распорядительная дирекция[6];
- Объединённая дирекция по проектированию и строительству[7], справочно-информационный центр;
- до 31 декабря 1991 года — Генеральная дирекция программ Центрального телевидения[8];
- тематические главные редакции центрального телевидения (международных программ, общественно-политических программ, кинопрограмм, народного творчества ЦТ, программ для детей и юношества ЦТ (в титрах — студия «Шаболовка, 37»), спортивных программ), студия художественных программ[9] и студия московских программ телевидения;
- Дирекция «Радио 1»;
- Исполнительная дирекция Центрального радиовещания;
- Радиостудия «Публицист»;
- тематические студии (музыкального радиовещания, «Смена», «Юность», «ЛИК», «Москва»[2][10])
- Генеральная дирекция радиовещания на зарубежные страны;
- Студия информационных программ «Московское радио», тематические главные редакции радиовещания на зарубежные страны (радиовещания на страны Европы, радиовещания на страны Азии, радиовещания на страны Ближнего и Среднего Востока и Африки, радиовещания на зарубежные страны Азии, Главная редакция всемирных информационных программ «Московское радио»[2][10].

## Юридические лица, учреждённые на базе подразделений
- Студия информационных программ телевидения, 1 ноября 1991 года упразднена, вместо неё было создано Информационное телевизионное агентство[11][12][13]
- Творческое объединение «Музыка»;
- Телестудия «Эксперимент»[7] осуществляла подготовку экспериментальных программ;
- Телестудия «Новая студия»[7][8];
- Информационное творческо-производственное объединение «Астра»;
- Радиостудия «Маяк».

## Подведомственные организации
До мая 1992 года подведомственными организациями учреждения являлись:
- ТПО «Союзтелефильм»;
- Телевизионный технический центр имени 50-летия Октября;
- Государственный дом радиовещания и звукозаписи;
- Государственный фонд телевизионных и радиопрограмм;
- Внешнеторговое объединение «Совтелеэкспорт»;
- Главный информационно-вычислительный центр;
- Всесоюзный институт повышения квалификации работников телевидения и радиовещания;
- «ТР-Пресса», издавало журналы «Телерадиоэфир», «7 дней», «Кругозор» и «Колобок»;
- Детский сад N 1810, Детский сад N 1740 «Лесная поляна», Комбинат питания Телевизионного технического центра (для обслуживания сотрудников Центрального телевидения, Центрального внутрисоюзного радиовещания, АСК-1 и АСК-3 Телевизионного технического центра), Детский сад N 1131 (для обслуживания сотрудников Центрального телевидения и АСК-2 Телевизионного технического центра), Комбинат питания «Пятницкий», Дом творчества «Софрино», Пионерский лагерь «Маяк», Детский сад «Колобок» (для обслуживания сотрудников Центрального радиовещания на зарубежные страны и Государственного дома радиовещания и звукозаписи);
- Всесоюзный научно-исследовательский институт телевидения и радиовещания, Экспериментальный завод телерадиовещательной аппаратуры, Опытное производство ВНИИТР, Всесоюзный технологический центр, Союзтелерадиосервис[7].

## Руководство
Возглавлялась председателем (Леонид Кравченко (8 февраля — 26 августа), Егор Яковлев (27 августа 1991 — 1 января 1992)), назначавшимся Президентом СССР.